# Fotografie UFO z Passaic

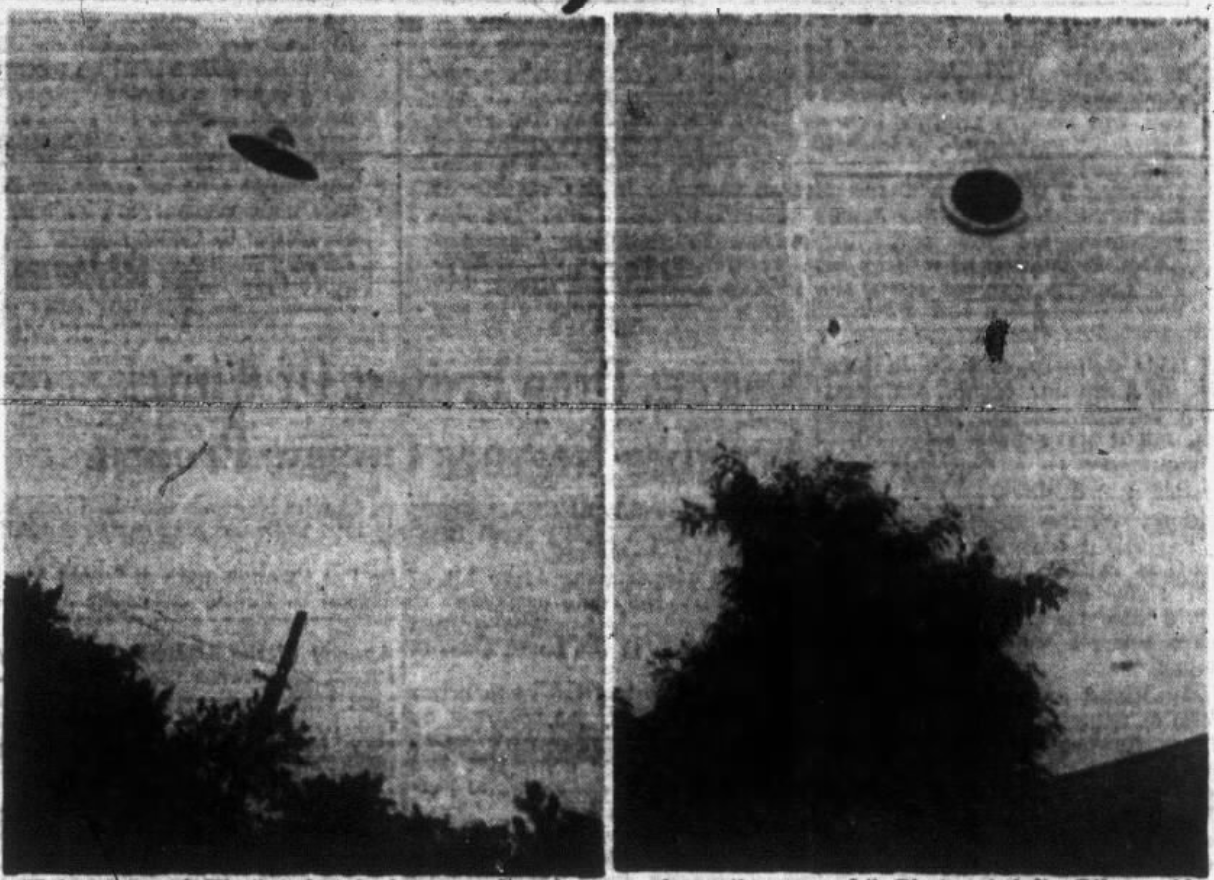
Fotografie UFO z Passaic

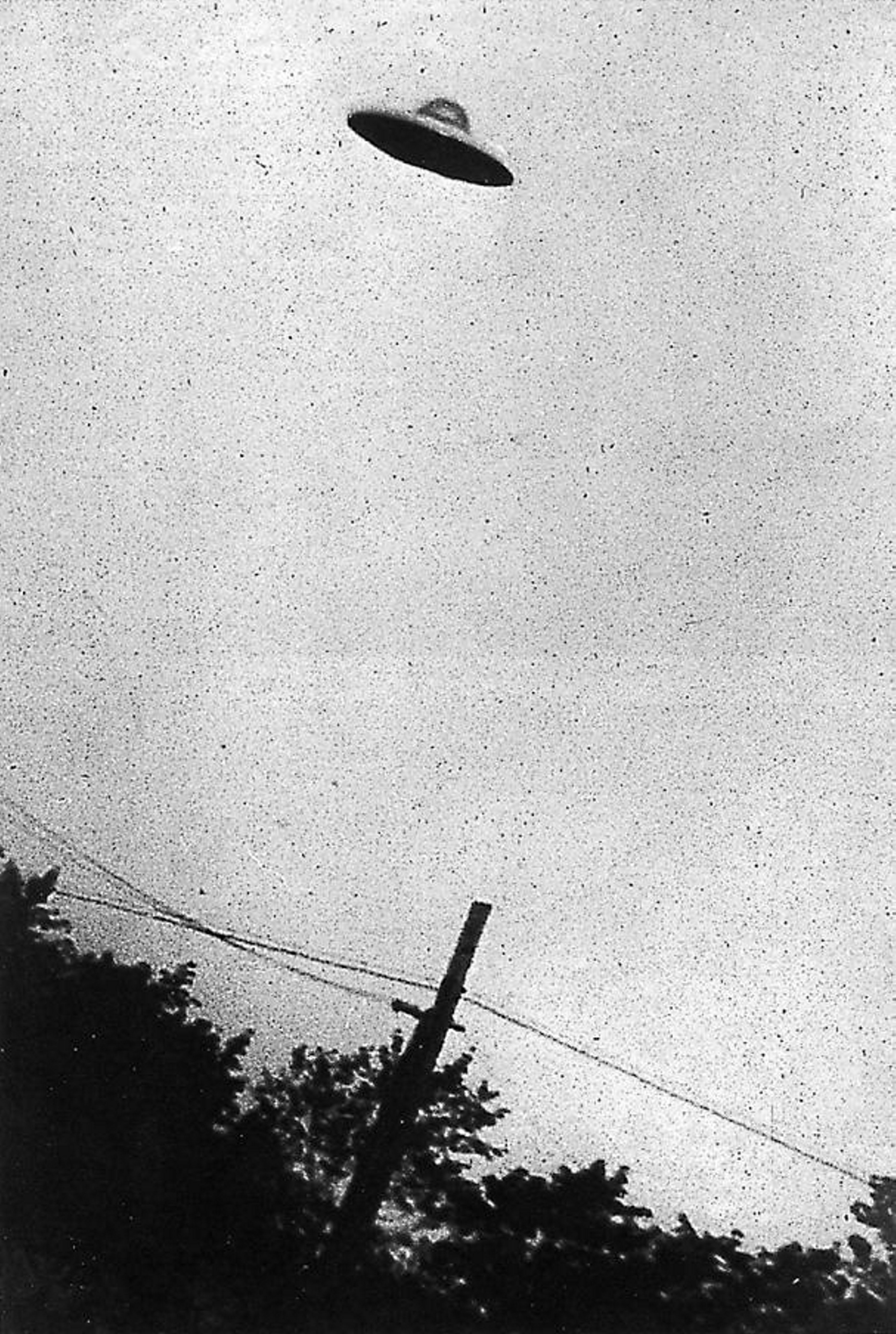
Jedna z fotografii w lepszej jakości

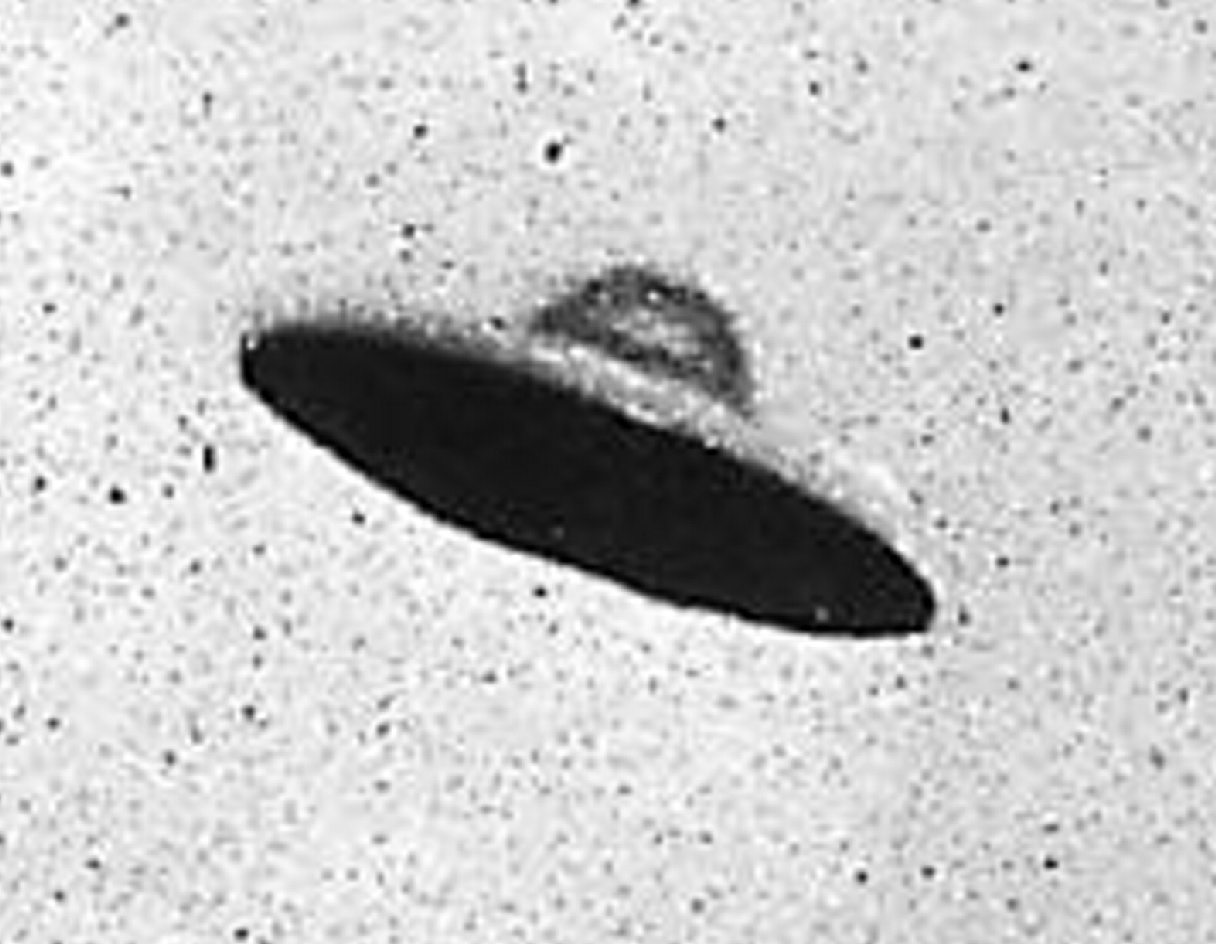
Zbliżenie na UFO

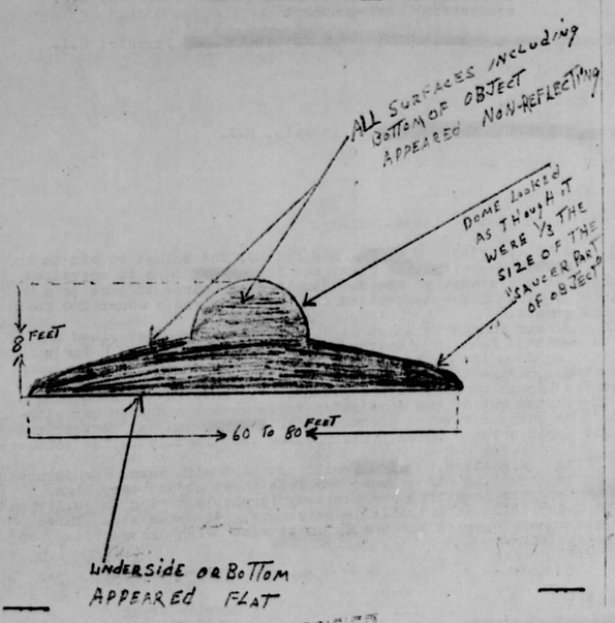
Szkic wykonany przez United States Air Force (USAF), na podstawie fotografii i zeznań świadków

Fotografie UFO z Passaic (ang. Passaic UFO photographs) – zestaw fotografii wykonanych w Passaic w stanie New Jersey przez George’a Stocka 31 lipca 1952 roku, rzekomo przedstawiających UFO, które były szeroko publikowane w ówczesnych mediach. 
Amerykański ufolog Kevin D. Randle nazwał zdjęcia z Passaic „najbardziej spektakularnymi”, ale uznał je za mistyfikację, a według United States Air Force (USAF), może to być damski kapelusz przeciwsłoneczny.

## Geneza
Nowoczesna era UFO rozpoczęła się od obserwacji UFO przez Kennetha Arnolda, która zapoczątkowała ogromne zainteresowanie latającymi dyskami w 1947 roku w Stanach Zjednoczonych. Do 1952 roku opublikowano kilka rzekomych fotografii UFO, w tym zdjęcia UFO Williama Alberta Rhodesa, fotografie UFO z McMinnville w stanie Oregon oraz film UFO autorstwa Nicka Mariany. 
W lipcu 1947 roku w Twin Falls w stanie Idaho doszło do mistyfikacji – rzekome UFO o średnicy około 0,91 metra okazało się być dwoma talerzami z kopułą wykonaną z pleksiglasu. W 1951 roku odbyła się premiera filmu Dzień, w którym zatrzymała się Ziemia, w którym kopułowy spodek wylądował w Waszyngtonie.
W numerze czasopisma Life z 7 kwietnia 1952 roku ukazał się artykuł zatytułowany Have We Visitors From Space?; w tamtym czasie Life był najbardziej renomowanym medium, które poważnie rozważało możliwość, że latające spodki mogą być w rzeczywistości pozaziemskimi statkami kosmicznymi. Uważa się, że rozgłos wokół artykułu przyczynił się do późniejszej fali doniesień tamtego lata. W ciągu czterech lat poprzedzających tę sprawę USAF, odnotował łącznie 615 doniesień o UFO; w 1952 roku otrzymał ponad 717 nowych doniesień. Oficer Edward J. Ruppelt wspominał: „W ciągu sześciu miesięcy w 1952 roku... 148 wiodących gazet w kraju opublikowało łącznie ponad 16 000 artykułów na temat latających spodków”.
W dwie kolejne sobotnie noce, 19 i 26 lipca, nad stolicą kraju zgłaszano obecność UFO. Trzy dni później, 29 lipca, generałowie dywizji sił powietrznych John A. Samford, dyrektor wywiadu USAF i Roger M. Ramey, dyrektor operacyjny USAF, zorganizowali w Pentagonie konferencję prasową, na którą licznie przybyli dziennikarze. W swoim przemówieniu otwierającym zauważyli, że spośród setek raportów o UFO, badanych w ostatnich latach przez United States Air Force, „pewien odsetek tej liczby raportów pochodził od wiarygodnych obserwatorów stosunkowo niewiarygodnych zdarzeń”, ale żaden z nich nie stanowił zagrożenia dla amerykańskiego bezpieczeństwa narodowego.

## Fotografie
1 sierpnia 1952 roku, podczas wzmożonego zainteresowania UFO, lokalna prasa doniosła o zdjęciach, przypisując je Johnowi H. Rileyowi, wówczas 28-letniemu, który określał się jako profesjonalny fotograf i zajmował się obróbką zdjęć w Passaic. Riley poinformował, że on i jego przyjaciel George J. Stock byli świadkami obiektu poprzedniego ranka, 31 lipca, będąc w domu Stocka.
Riley wspominał, że obiekt poruszał się „spokojnie” na południowy wschód, po czym zatrzymał się i zawisł nad nim. Riley twierdził, że „był tak blisko, że można go było trafić z karabinu”. Opisał obiekt jako szeroki na 9,1 metra i oszacował, że zawisł na wysokości 61 metrów. Opisał obiekt jako cichy. Riley twierdził, że obiekt przechylił się, gdy zaczął się poruszać w kierunku południowo-zachodnim, ostatecznie znikając z pola widzenia. Pierwsze doniesienia prasowe odnotowały nowość w postaci kształtu przypominającego „kopułę” na szczycie przedstawionego dysku, pisząc: „Zdjęcia mogą nie do końca odpowiadać opisom latających spodków, o których do tej pory słyszeliście”.
19 listopada 1952 roku George J. Stock został przesłuchany przez śledczego United States Air Force i przyznał się do wykonania zdjęć. Air Force Office of Special Investigations przeprowadziło wywiady ze znajomymi Rileya i Stocka. W trakcie śledztwa agent specjalny United States Air Force George H. Wertz sporządził szkic obiektu rzekomo sfotografowanego przez Stocka.

## Następstwa
W grudniu 1952 roku George Adamski opublikował fotografie rzekomego latającego spodka z kopułą. W 1967 roku czasopismo Look przedrukowało te zdjęcia, które były szeroko publikowane w środowisku ufologicznym, w tym w książkach Ottona Bindera, Kevina D. Randle’a i Jerome’a Clarka.
W 2009 roku czasopismo Weird NJ doniosło, że „hrabstwo Passaic jest dla miłośników UFO tym, czym Coney Island dla miłośników hot dogów”. W 2015 roku zdjęcia George’a Stocka znalazły się wśród tych, które zostały przesłane na oficjalną stronę internetową Centralnej Agencji Wywiadowczej (CIA).